# Хитрово (Тамбовская область)
Хитрово — село в Рассказовском районе, административный центр Хитровского сельсовета Тамбовской области.

## География
Село расположено в лесостепной зоне, на реке Нару-Тамбов (левый приток реки Лесной Тамбов) в 23 км к югу от районного центра г. Рассказово и в 43 км к юго-востоку от Тамбова.
Ближайшие населенные пункты
Родники 4 км, Ворожейкино 4 км, Озерки 7 км, Кензарь-Бабино 9 км, Ярославка 10 км, Поселок Имени Второй Пятилетки 10 км, Перикса 10 км, Котовское 11 км, Коптево 11 км, Верхнеспасское 11 км, Александро-Павловка 12 км, Комаровка 12 км.
Климат
Умеренно континентальный климат, с умеренно холодной, снежной зимой и тёплым, влажным летом. Минимальное количество осадков выпадает в марте — 31 мм. Наибольшее количество осадков обычно выпадает в июле — в среднем 67 мм. Самый жаркий месяц года — июль, средняя температура в середине лета +20,2 °C. Самый холодный месяц — январь, средняя температура − 9,8 °C.

## Флора и фауна
Лесов мало, так как это лесодефицитная зона, в основном, они представлены лесополосами и колками. Берега рек покрыты ольшанником, ивой.
Лесные виды животных совмещены со степными: заяц-русак, тушканчик, суслик. Из птиц характерны такие виды, как представители отряда воробьиных, тетерев, куропатка. В реке много рыбы: щука, сом, треска.

## История

### XVIII век
Первоначально деревня носила название Нару-Танбов — по названию реки, затем произошла характерная для русского языка ассимиляция звуков «Танбов-Тамбов». Когда в деревне построили храм, и она получила статус села, название поменялось. Село стало называться Никольским — по имени Никольского храма.
Село основано в канун проведения 2 ревизии, в конце 1730 — начале 1740 годов.

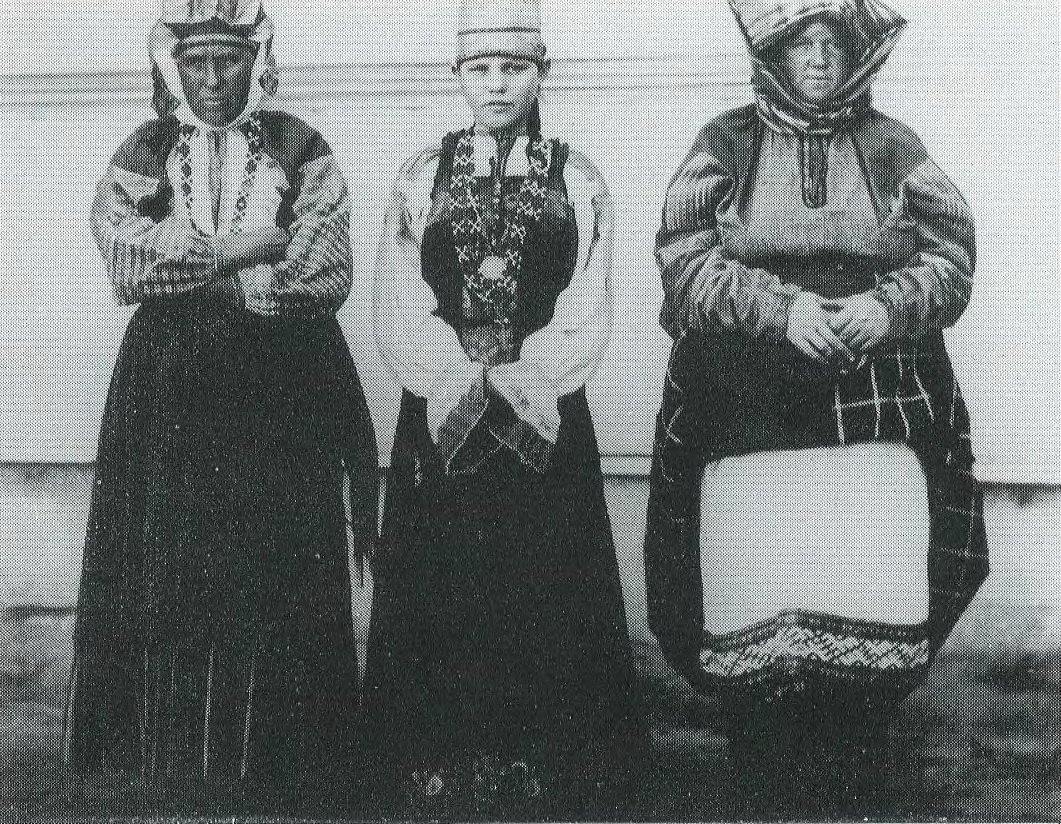
Крестьянки Тамбовской губернии (Тамбов, 1904 г.)

Впервые упоминается во второй ревизской сказке 1745 года, как владение помещика Хитрова: «Село Никольское, что было деревней Нару-Танбов, майора Егора Васильева, сына Хитрова, дворовые и крестьяне, купленные и переведенные им из разных уездов и селений…».
К 1745 году в селе проживало уже 425 мужчин и 306 женщин. Земли вокруг села впоследствии принадлежали князю Голицыну и Григорию Потемкину.
В конце XVIII века поместье Хитровых проходит в упадок и стало принадлежать новой владелице — дворянке Арине Егоровной Ивлевой. Управлял имением ставленник — Никита Буданов, ежегодно отчисляя хозяйке 3000 рублей.
Ранней весной 1779 года в Хитрово прибыл землемер из Тамбова и провел съемку местности по правому берегу р. Нару- Тамбов от Покидова оврага и до Озерской вершины. Он же разметил место для нового поселка вверх по р. Нару-Тамбов (от р. Зимница до кургана). Основателем нового поместья и новым владельцем части села стал Николай Александрович Загряжский. После его смерти, в 1823 году поместье перешло к его племяннику — Михаилу Петровичу Загряжскому.

### XIX век
В 1852 году местный храм был обновлён и капитально переустроен.
В 1859 году основывается конный завод.
В 1862 году село насчитывало 203 двора с населением 1816 жителей. Находилось при реке Нару-Тамбов. Действовали православная церковь, суконная фабрика, конный завод и завод шпанских овец.
В 1868 году председателем Хитровского церковно-приходского попечительства был избран майор Андрей Иванович Загряжский.
В период с 1870 по 1886 г. в селе произошли 33 крупных пожаров, из всех 367 домохозяйств пострадали 273, всего сгоревших строений - 612. Сумма выданная на восстановление - 12735 руб..
9 марта 1875 года открывается Хитровское ссудно-сберегательное товарищество, попечителем которого был землевладелец М. И. Загряжский. 7 марта от губернского земства была выдана ссуда размером 1000 р. на 10 лет под, 5% в год. Ссуда должна была быть возвращена в последние 3 года по равной части.
В 1874 году в хуторе Афанасьевском при селе Хитрове имелся конный завод почётного гражданина Григория Артамоновича Афанасьева.
В 1880 году надворному советнику Петру Иосифовичу Вальдгардту (1838) принадлежало 127 десятин.Имелся фельдшерский пункт. Заведующий Хитровским военно-конским участком Андрей Иванович Загряжский.
В октябре 1885 года Аркадий Петрович Вальдгардт обратился к земской управе с обращением жителей села Хитрова и с составленным ими приговором с просьбой открыть ярмарку на земле Вальдгардта и об обустройстве на его средства еженедельного базара по пятницам и ярмарки 30 августа в день святого Александра Невского. Село в то время насчитывало около 2000 душ. Крестьянам из села и из близлежащих деревень приходилось сбывать хлеб и прочие продукты в Рассказово, что было далеко и весьма стеснительно, в особенности в растополье и ненастное время. Земская уездная управа нашло это обращение заслуживающим уважения и представила это на рассмотрение и утверждение губернскому земскому собранию.
В 1886 году село насчитывало 261 двор с населением 1624 жителей.
В 1888 году в Хитрово протоиереем Тамбова, уроженцем села Георгием Васильевичем Хитровым (1820 −1893) был построен двухэтажный дом, нижний этаж которого был предназначен для школы, а верхний для церкви. Попечителем который был И. И. Загряжский, он многие года доставлял отопление школе и сверх того пожертвовал из своих средств 100 рублей на наём сторожа и другие нужды. Земля для школы была передана в дар из собственности Аркадия Петровича Вальдгардта.
В 1889 году Загряжские продают в центре села по долине реки Зимница 2 тысячи десятин земли братьям Аркадию и Анатолию Вальдгардтам. Вальдгардты на этом месте построили особняк.
Во время голода в России 1891-1892 годов 1-й Галицинской части села Хитрова 10 марта 1890 года на 142 души из-за неурожая из губернского продовольственного капитала была выдана продовольственная хлебная ссуда на сумму 213 руб. сроком до 10 марта 1892 года. К сентябрю 1893 года ссуда была не возвращена. 
В 1891 году открывается общество трезвости, состоящее из 30 лиц.
В августе 1893 года на хуторе коллежского секретаря И.И. Загряжского начинается постройка винокуренного завода.Около 1000 пудов шерсти ежегодно продавалось с Хитрово Московским и Кирсановским купцам в Кирсанов (от Аркадия Петровича Вальдгардт) и в Тамбов Н.С. Казееву (50 вёрст, от Ивана Ивановича Загряжского).
В 1894 году, в августе храм села посетил епископ Александр.
В 1896 году земство намеревалось произвести ремонт каменной Хитровской школы, который стоил бы, согласно смете 3242 рубля, составленной архитектором Стасюковым. В 1894-1895 годах земство уже рассматривало это. 30 сентября на осмотр школы прибыли председатель Тамбовской уездной земской управы Михаил Петрович Колобов и член управы Дмитрий Васильевич Бартнев и нашли следующее, что каменное здание требует ремонта во всех своих частях, начиная со стен и заканчивая каменной лестницей и признали здание опасным для самого существования школы. Здание из-за неглубокой кладке фундамента давало трещины и требовало ремонта.Предполагалось перенести верхний этаж школы под школу, а нижний приспособить под учебные классы. Впоследствии школа была перенесена в наёмное помещение, а здание планировалось разобрать, а его материалы использовать для постройки новой школы.

### Начало XX века
В 1903 году село насчитывало 386 дворов с 2328 жителями. Лошадей - 639, рогатого скота - 515, овец - 1569, свиней - 38. Сапожников - 2, плотников - 5. Форма землевладения - общинное. Всего надельной земли 2534 десятин (купчей 114 д, в двух дворах, арендной земли 700 в 70 дворах), размер земельного надела на 1 ревизскую душу 3,2 (средний надел).
У бывших Загряжских крестьян не было полевых водопоев, поэтому крестьяне гнали скот в село, что из-за вытянутости полей и большой площади надела(1381 д.) было чрезвычайно затруднительно. Из трёх полей одно подходило краем к лощине, служащей живым урочищем с наделом крестьян села Верхнеспасского, эту лощину можно было запрудить с согласия Верхнеспасских крестьян, которым там тоже нужен было водопой. Но верхнесспасцы косили в лощине траву, в силу чего они не соглашались щапрудить лощину. В других полян не было лощин, которые можно было бы запрудить.
Главным рынком и экономическим центром для крестьян являлось Рассказово, а также Сампур (куда был отдельный мощёный-гатьевский тракт Сампру-Хитрово), в этих сёлах проходили базарные дни по воскресеньям. 
Названия улиц в то время были: «Воронцовка», «Красивка», «Грязновка», «Ерзовка». Основное занятие населения было земледелие. Некоторые семьи также ездили на заработки в Рассказово (к фабрикантам Асеевым, купцам Болотниковым, Желтовым) и занимались извозом.
Во время Столыпинской реформы крестьянами создаются несколько Хитровских товариществ, впоследствии которые будут скупать землю.
Весной 1910 года из разрушающейся Хитровской школы, потолок верхнего этажа которой к тому времени проплел и штукатурка с карнизом постепенно отваливались, был перенесён иконостас в местный храм. 
8 июня 1911 года село и местный храм посетил настоятель Тамбовского Казанского монастыря, епископ Тамбовский и Шацкий Кирилл. Архипастырь прибыл в 7 часов утра. Несмотря на такой ранний час, в храме и около него в праздничных одеждах собралась тысячная толпа прихожан, оставивших свои работы. Торжественно встреченный в главных воротах церковного погоста приходским священником с крестным ходом епископ проследовал в главный Николаевский придел храма и здесь облачился в святительскую одежду, а затем в середине храма начался молебен святому Николаю. После молебна епископ произнёс поучение о Святом Николае, после этого епископ преподал богословие, а затем осмотрел храм. Храм в то время заметно обветшал и требовал основательного ремонта фундамента и покраски стен, но внутри был прочно оштукатурен и украшен художественной живописью и ценным иконостасом. Храм имел хорошую библиотеку, содержался весьма опрятно, при храме был организован хор.

Описание села в 1911 году:
Церковь деревянная, рядом с рекой, холодная, время её постройки и открытия неизвестны. По местному преданию построение храма относится к первой половине XVIII столетия. 
Около церкви располагается погост.
Престолов два: главный в честь Святого Николая (6 декабря) и придельный во имя Святых мучеников Адриана и Наталии (26 августа).
Всего дворов в приходе 571, душ муж. п. 1580, жен. п. 1590, великороссы, земледельцы, имеют по 3 дес. на душу во всех трёх полях.
В приходе две деревни: 1) Ворожейкино, Мереновка тож., 69 двор., душ муж. п. 286, жен. п. 279, в 3 вер. от церкви, 2) Сергиевка, Салмановка тож., 69 двор., душ муж. п. 285, жен. п. 215, в 3 вер. от церкви.
Экономии: коллежского регистратора г. Аркадия Петровича Вальдгардт при самом селе, княжны Голицыной — два хутора, в 1 и 10 вер., г. Владимира, Евгения Анатолия, Андреевичей Загряжских — при хуторе винокуренный завод, в 3 вер. и г. Ивана Григорьевича Афанасьева, в 10 вер. от церкви.
Школы: в с. Хитрове; земская, двухкомплектная, законоучителю 40 коп, за урок, в деревне Ворожейкиной церковно-приходская, одноклассная, смешанная. Есть церковно-приходское попечительство. Опись церковного имущества имеется. Метрические книги с 1825 года.
Штат: священник Григорий Иванович Муравьёв (1861), диакон Александр Васильевич Салтыков (1881) и псаломщик Алексей Петрович Островский (1870).
У причта 2,5 дес. усадебной и 32 дес. полевой земли, последняя удобная, находится в одном месте, на расстоянии полуверсты от церкви. Земля даёт годового дохода 360 руб.
Братский годовой доход 2000 руб. Имеется сбор печеным хлебом и пирогами. Причтовый капиталь 1283 р. 43 к. Церковный капитал 120 руб.
Дома у священника и одного псаломщика собственные, а остальные члены причта живут в квартирах.
Приход от станции «Сампур» Ряз-Ур. ж. д. в 16 вер, там же и почтово-телеграфное отделение. ,,Сатинка", другое почт.-телегр. отд. в c. Разсказове; в 17 вер, от больницы в 10 вер. , волостное правление и благочинный округ в самом селе, ближайшие приходы сёлы: Периксы, Коптева, Кобылинки и Верхнеспасского в 10 вер., от г. Тамбова в 50 вер.

Адрес: для телеграмм почт-телегр. отдел. Сатинка" или Рассказово", для корреспонденции Хитровское волостное правление. Земский начальник 3 участка, пристав 3 стана Тамбовского узда.
В 1912 году двухэтажное здание бывшей школы перестраивалось, по плану на первом этаже размещалось ремесленное училище, а на втором школа, расходы на переустройство составили 8828 рублей.
К 1914 году площадь дворянских имений сократилась на 25-30 %, особенно собственность Вальдгардтов, большинство которой была ими продана. К этому моменту многие крестьяне начали выходить из общины и их состояние стало улучшаться, около 35 % крестьян были зажиточными, 40 % середняками.
В 1913 году учителями земской школы были: законоучитель Григорий Иванович Муравьёв, попечитель дворянин Владимир Андреевич Загряжский, учитель Михаил Фёдорович Хлебалин, учительница Елена Николаевна Хлебалина. Бедным ученикам, на причт и церковь выдавались средства из капитала имени протирея Хитрова. Волостной старшина крестьянин Семён Яковлевич Фёдоров, писарь крестьянин Алексей Степанович Голомазов. Почва плодородная, богатая чернозёмом, главное занятие жителей было земледелие, Хитрово считалось в округе богатым селом.
В 1914 году село насчитывало 2806 жителей. Имелись: земская школа, винокуренный завод (принадлежал Владимиру Анатольевичу Загряжскому, на заводе работали 16 мужчин ), камера земского начальника 3-го участка. Престольный праздник — День святителя Николая (6 декабря).
Выборы в Учредительное собрание в селе проходили с 12 по 14 ноября 1917 года с 8 утра до 8 вечера. Члены избирательной комиссии: председатель Н. Н. Забавников, члены М. Г. Горбачёв и В. Н. Астахов. Всего находилось 2 закрытых избирательных ящика для избирательных записок, было выделено два отгороженных помещения — одна учительская комната и один класс. Каждый из приходящих избирателей предъявлял своё именное удостоверение, был отмечен в списке, получал в конверт, отходил в отгороженное помещение, и по возвращение передал свой заклеенный конверт председателю комиссии, который отпускал его на глазах избирателя. 14 ноября в 2 часа дня подача голосов была объявлена законченной и было объявлено всем лицам, что они могут присутствовать при счёте голосов. Для оказания помощи при подсчёте были приглашены: Яков Емельянович Безруков, Николай Гордеевич Мишкин и Егор Лаврентьевич Буянов. В итоге в избирательный список было внесено 1997 избирателей. Всего проголосовало 1443. Тем самым, явка составила 47 %. Большинство населения единогласно отдало голоса за эсеров (1380), за ними шли кадеты (16), большевики (16) и другие. Выборы прошли без каких либо нарушений.

### Тамбовское восстание (1920—1921)
Село Хитрово связывают с зарождением крупного крестьянского восстания в Тамбовской области во время становления советской власти. Большинство населения поддерживало восставших. Оно стало одним из первых сёл, в которых началось Тамбовское восстание. Принято считать, что именно с разоружения продотряда в селе Хитрово Тамбовского уезда 15 августа 1920 года начались волнения крестьян. Село стало базой 14-го Нару-Тамбовского повстанческого полка Партизанской армии Тамбовского края. Полк возглавил Иван Сергеевич Матюхин. В июле 1921 года хитровский крестьянский полк был разгромлен кавалерийской бригадой Котовского.
Село Хитрово постоянно переходило из рук в руки. Красные на дороге к деревне Озёрки, на кургане наблюдательную вышку поставили, чтобы следить за восставшими. Матюхин часто оттуда и на Хитрово наступал. Местные жители отмечали красный террор. У крестьян был вырезан весь скот, хлеб конфискован. Дома выжигались целыми улицами.   
В церкви села в июле 1921 года было обнаружено знамя "В борьбе обретёшь ты право своё!" от партии эсеров, там же был обнаружен запас эсеровских брошюр, кронштадтских резолюций и протоколы уездного съезда союза трудового крестьянства.
К состоянию 26 сентября 1921 года в Хитровской волости: всего человек состояло в группировках — 483, изъято — 190, явилось добровольно — 237, неизвестно где — 56.
После восстания из Хитрово жители села подверглись депортации на север. Население села сократилось. В маленьких окрестных деревнях обстановка была ещё хуже, население оттуда переезжало в Хитрово. К людям в последующем продолжалось применение репрессий.

### Советский период
К 10 марта 1924 года Хитровская волость была упразднена, а её бывшая территория вместе с Хитровским сельсоветом вошли в состав укрупнённой Коптевской волости.
В 1923 году в селе были милицейский участок, народный суд, единая трудовая школа I ступени, театральный кружок (руководитель красноармеец Гриднев), 2 сельхоз товарищества «Хитрово-галицинское» и «Надежда», Хитровское единое потребительское общество. Село насчитывало 598 дворов с 3224 жителями.
1924—1925 года в Хитрово были неурожайными, в это время был голод во всей губернии.
По данным Всесоюзной переписи 1926 года село насчитывало 440 русских домохозяйств, прочих — 1, с населением 1994 жителей.
В 1928 году председатель кредитного товарищества Ефим Николаевич Кондаков и члены правления Бодров А. И. и Юдин В. А. организовали две артели по совместной обработке земли. Первая артель «Арена» объединяла 22 хозяйства батраков и бедняков, первым её председателем был Безруков Семён Степанович. Второй артелью была «Нива».
Коллективизация сельского хозяйства в селе началась в 1930 году. В феврале этого года бывшие товарищества «Арена» и «Нива» объединились в колхоз «Серп и молот», первым его председателем был избран Николай Иванович Бокатанов. Часть крестьян отказалась вступать в колхозы и была репрессирована, а их собственность конфискована. Среди них семьи Моисея Никифоровича Бодрова, Василия Семёновича и Митрофана Лаврентьевича Горбатовых, Адрияна Федотовича Чубанова и других. В марте-апреле колхоз «Серп и молот» был распущен и на его основе создаются 10 колхозов: «Нива», «Зимница», «Красный боевик», «2-й областной съезд советов», «Заря будущего», «Красное знамя», «Большевик», «Верный путь», «Вперёд» и «Завет Ленина».
В 1932 году село насчитывало 2048 жителей.К этому времени в колхозы вступили более половины крестьян.
В годы Великой Отечественной войны было мобилизовано около 700 хитровчан, из них 357 погибли. В это же время закрывается Никольская церковь.
В 1952 году 10 колхозов упраздняются и на их место образовываются 3: «Завет Ленина», «Вперёд» и «Красное Знамя». А в 1958 году они объединились в один крупных колхоз «Завет Ленина».
В 1968 году «Завет Ленина» реорганизовывают на 2 хозяйства: «Красное Знамя» и «Завет Ленина».

## Население
В 2002 году в селе проживало — 1080 жителей.
| 2010 |
| ---- |
| 857  |

## Инфраструктура
Работают сельские кооперативы в области растениеводства и животноводства: СПКХ «Нива» и «Красное знамя». Работают фермерские хозяйства.
Действует средняя школа, фельдшерский пункт, сельский Дом Культуры. На его базе создан театр кукол.

## Известные уроженцы
- Благонравов, Александр Иванович (1906—1962) — советский учёный и конструктор танков, генерал-лейтенант инженерно-технической службы (1959), член-корреспондент Академии артиллерийских наук (1947), лауреат Сталинской премии второй степени (1943), кандидат технических наук.
- Матюхин, Иван Сергеевич (≈1887—1921) — командир 14-го Нару-Тамбовского полка, участник Тамбовского восстания (1920—1921).